# 石本鏆太郎
石本鏆太郎（1864年—1933年12月30日），出身日本土佐（高知县），明治时代到昭和時代前期的实业家。关东州日治时期曾任大连市市长。

## 生平
石本鏆太郎在甲午战争中任日军随军翻译。战后，他任职于台湾总督府专卖局。日俄战争后，他留在大连。1906年，他任职于关东州民政署。1907年，他在大连设鸦片专卖局，获得鸦片专卖权，从而获得暴利。他还在关东州经营煤矿、銀行、学校、新聞社等。1915年，成为首任大连市市长。1919年他连任市长，但任职三天后辞职。1929年，他任第四任大连市市长，但任期未满即辞职。他曾经资助满蒙独立运动数十万元，并参与了满蒙独立运动。大正4年（1915年），他当选日本衆議院議員（当選2回，属于憲政会）。
1933年（昭和8年）12月30日，石本鏆太郎逝世。享年69岁。

## 家庭
- 弟：石本権四郎（ごんしろう）[2]